# Europese kampioenschappen atletiek 1998
De Europese kampioenschappen atletiek 1998 werden van 18 tot 23 augustus 1998 gehouden in het Ferenc Puskásstadion in Boedapest, Hongarije. Atleten uit 44 landen deden mee aan het toernooi. De atleten streden met elkaar op 24 onderdelen bij de mannen en 22 bij de vrouwen. Bij de vrouwen werd de 3000 m vervangen door de 5000 m. Ook werden twee onderdelen toegevoegd: het polsstokhoogspringen en het kogelslingeren.

## Medailles

### Mannen
| Onderdeel            | Goud                                                                           | Goud     | Zilver                                                                | Zilver   | Brons                                                                  | Brons    |
| -------------------- | ------------------------------------------------------------------------------ | -------- | --------------------------------------------------------------------- | -------- | ---------------------------------------------------------------------- | -------- |
| 100 m                | Darren Campbell Verenigd Koninkrijk                                            | 10,04    | Dwain Chambers Verenigd Koninkrijk                                    | 10,10    | Haralabos Papadias Griekenland                                         | 10,17    |
| 200 m                | Douglas Walker Verenigd Koninkrijk                                             | 20,53    | Douglas Turner Verenigd Koninkrijk                                    | 20,64    | Julian Golding Verenigd Koninkrijk                                     | 20,72    |
| 400 m                | Iwan Thomas Verenigd Koninkrijk                                                | 44,52    | Robert Maćkowiak Polen                                                | 45,04    | Mark Richardson Verenigd Koninkrijk                                    | 45,14    |
| 800 m                | Nils Schumann Duitsland                                                        | 1:44,89  | André Bucher Zwitserland                                              | 1:45,04  | Lukáš Vydra Tsjechië                                                   | 1:45,23  |
| 1500 m               | Reyes Estévez Spanje                                                           | 3:41,31  | Rui Silva Portugal                                                    | 3:41,84  | Fermín Cacho Spanje                                                    | 3:42,43  |
| 5000 m               | Isaac Viciosa Spanje                                                           | 13:37,46 | Manuel Pancorbo Spanje                                                | 13:38,03 | Mark Carroll Ierland                                                   | 13:38,15 |
| 10.000 m             | António Pinto Portugal                                                         | 27:48,62 | Dieter Baumann Duitsland                                              | 27:56,75 | Stéphane Franke Duitsland                                              | 27:59,90 |
| Marathon details     | Stefano Baldini Italië                                                         | 2:12:01  | Danilo Goffi Italië                                                   | 2:12:11  | Vincenzo Modica Italië                                                 | 2:12:53  |
| 110 m horden         | Colin Jackson Verenigd Koninkrijk                                              | 13,02    | Falk Balzer Duitsland                                                 | 13,12    | Robin Korving Nederland                                                | 13,20    |
| 400 m horden         | Paweł Januszewski Polen                                                        | 48,18    | Ruslan Mashchenko Rusland                                             | 48,25    | Fabrizio Mori Italië                                                   | 48,71    |
| 3000 m steeple       | Damian Kallabis Duitsland                                                      | 8:13,10  | Alessandro Lambruschini Italië                                        | 8:16,70  | Jim Svenøy Noorwegen                                                   | 8:18,97  |
| 20 km snelwandelen   | Ilja Markov Rusland                                                            | 1:21:10  | Aigars Fadejevs Letland                                               | 1:21:29  | Paquillo Fernández Spanje                                              | 1:21:39  |
| 50 km snelwandelen   | Robert Korzeniowski Polen                                                      | 3:43:51  | Valentin Kononen Finland                                              | 3:44:29  | Andrey Plotnikov Rusland                                               | 3:45:53  |
| 4×100 m              | Verenigd Koninkrijk Allyn Condon Darren Campbell Douglas Walker Julian Golding | 38,52    | Frankrijk Thierry Lubin Frédéric Krantz Christophe Cheval Needy Guims | 38,87    | Polen Marcin Krzywański Marcin Nowak Piotr Balcerzak Ryszard Pilarczyk | 38,98    |
| 4×400 m              | Verenigd Koninkrijk Mark Hylton Jamie Baulch, Iwan Thomas Mark Richardson      | 2:58,68  | Polen Piotr Rysiukiewicz Tomasz Czubak Piotr Haczek Robert Maćkowiak  | 2:58,88  | Spanje Antonio Andres Juan Trull Andrés Martinez David Canal           | 3:02,47  |
| Hoogspringen         | Artur Partyka Polen                                                            | 2,34     | Dalton Grant Verenigd Koninkrijk                                      | 2,34     | Sergej Kljoegin Rusland                                                | 2,32     |
| Verspringen          | Kirill Sosunov Rusland                                                         | 8,28     | Bogdan Ţăruş Roemenië                                                 | 8,21     | Petar Dachev Bulgarije                                                 | 8,06     |
| Polsstokhoogspringen | Maksim Tarasov Rusland                                                         | 5,81     | Tim Lobinger Duitsland                                                | 5,81     | Jean Galfione Frankrijk                                                | 5,76     |
| Hink-stap-springen   | Jonathan Edwards Verenigd Koninkrijk                                           | 17,99    | Denis Kapustin Rusland                                                | 17,45    | Rostislav Dimitrov Bulgarije                                           | 17,26    |
| Kogelstoten          | Oleksandr Bagach Oekraïne                                                      | 21,17    | Oliver-Sven Buder Duitsland                                           | 20,98    | Yuriy Bilonoh Oekraïne                                                 | 20,92    |
| Discuswerpen         | Lars Riedel Duitsland                                                          | 67,07    | Jürgen Schult Duitsland                                               | 66,69    | Virgilijus Alekna Litouwen                                             | 66,46    |
| Speerwerpen          | Steve Backley Verenigd Koninkrijk                                              | 89,72    | Mick Hill Verenigd Koninkrijk                                         | 86,92    | Raymond Hecht Duitsland                                                | 86,63    |
| Kogelslingeren       | Tibor Gécsek Hongarije                                                         | 82,87    | Balázs Kiss Hongarije                                                 | 81,26    | Karsten Kobs Duitsland                                                 | 80,13    |
| Tienkamp             | Erki Nool Estland                                                              | 8667     | Eduard Hämäläinen Finland                                             | 8587     | Lev Lobodin Rusland                                                    | 8571     |

### Vrouwen
| Onderdeel            | Goud                                                                   | Goud     | Zilver                                                                                   | Zilver   | Brons                                                                             | Brons    |
| -------------------- | ---------------------------------------------------------------------- | -------- | ---------------------------------------------------------------------------------------- | -------- | --------------------------------------------------------------------------------- | -------- |
| 100 m                | Christine Arron Frankrijk                                              | 10,73 ER | Irina Privalova Rusland                                                                  | 10,83    | Ekateríni Thánou Griekenland                                                      | 10,87    |
| 200 m                | Irina Privalova Rusland                                                | 22,62    | Zhanna Pintusevich Oekraïne                                                              | 22,74    | Melanie Paschke Duitsland                                                         | 22,78    |
| 400 m                | Grit Breuer Duitsland                                                  | 49,93    | Helena Fuchsová Tsjechië                                                                 | 50,21    | Olga Kotljarova Rusland                                                           | 50,38    |
| 800 m                | Jelena Afanasjeva Rusland                                              | 1:58,50  | Malin Ewerlöf Zweden                                                                     | 1:59,61  | Stephanie Graf Oostenrijk                                                         | 2:00,11  |
| 1500 m               | Svetlana Masterkova Rusland                                            | 4:11,91  | Carla Sacramento Portugal                                                                | 4:12,62  | Anita Weyermann Zwitserland                                                       | 4:13,06  |
| 5000 m               | Sonia O'Sullivan Ierland                                               | 15:06,50 | Gabriela Szabó Roemenië                                                                  | 15:08,31 | Marta Domínguez Spanje                                                            | 15:10,54 |
| 10.000 m             | Sonia O'Sullivan Ierland                                               | 31:29,33 | Fernanda Ribeiro Portugal                                                                | 31:32,42 | Lidia Şimon Roemenië                                                              | 31:32,64 |
| Marathon details     | Manuela Machado Portugal                                               | 2:27:10  | Madina Biktagirova Rusland                                                               | 2:28:01  | Maura Viceconte Italië                                                            | 2:28:31  |
| 100 m horden         | Svetla Dimitrova Bulgarije                                             | 12,56    | Brigita Bukovec Slovenië                                                                 | 12,65    | Irina Korotja Rusland                                                             | 12,85    |
| 400 m horden         | Ionela Târlea Roemenië                                                 | 53,37    | Tetjana Teresjtsjoek Oekraïne                                                            | 54,07    | Silvia Rieger Duitsland                                                           | 54,45    |
| 10 km snelwandelen   | Annarita Sidoti Italië                                                 | 42:49    | Erica Alfridi Italië                                                                     | 42:54    | Susana Feitor Portugal                                                            | 42:55    |
| 4×100 m              | Frankrijk Katia Benth Frédérique Bangué Sylviane Félix Christine Arron | 42,59    | Duitsland Melanie Paschke Gabi Rockmeier Birgit Rockmeier Andrea Philipp                 | 42,68    | Rusland Oksana Ekk Galina Maltsjoegina Natalya Voronova Irina Privalova           | 42,73    |
| 4×400 m              | Duitsland Anke Feller Uta Rohländer Silvia Rieger Grit Breuer          | 3:23,03  | Rusland Natalya Khrushcheleva Svetlana Goncharenko Yekaterina Bakhvalova Olga Kotljarova | 3:23,56  | Verenigd Koninkrijk Donna Fraser Vikki Jamison Katharine Merry Allison Curbishley | 3:25,66  |
| Hoogspringen         | Monica Dinescu Roemenië                                                | 1,97     | Donata Jancewicz Polen                                                                   | 1,95     | Alina Astafei Duitsland                                                           | 1,95     |
| Verspringen          | Heike Drechsler Duitsland                                              | 7,16     | Fiona May Italië                                                                         | 7,11     | Lyudmila Galkina Rusland                                                          | 7,06     |
| Polsstokhoogspringen | Anzhela Balakhonova Oekraïne                                           | 4,31     | Nicole Humbert Duitsland                                                                 | 4,31     | Yvonne Buschbaum Duitsland                                                        | 4,31     |
| Hink-stap-springen   | Olga Vasdeki Griekenland                                               | 14,55    | Šárka Kašpárková Tsjechië                                                                | 14,53    | Tereza Marinova Bulgarije                                                         | 14,50    |
| Kogelstoten          | Vita Pavlysh Oekraïne                                                  | 21,69    | Irina Korzhanenko Rusland                                                                | 19,71    | Janina Koroltsjik Wit-Rusland                                                     | 19,23    |
| Discuswerpen         | Franka Dietzsch Duitsland                                              | 67,49    | Natalja Sadova Rusland                                                                   | 66,94    | Nicoleta Grasu Roemenië                                                           | 65,94    |
| Speerwerpen          | Tanja Damaske Duitsland                                                | 69,10    | Tatyana Shikolenko Rusland                                                               | 66,92    | Mikaela Ingberg Finland                                                           | 64,92    |
| Kogelslingeren       | Mihaela Melinte Roemenië                                               | 71,17    | Olga Koezenkova Rusland                                                                  | 69,28    | Kirsten Münchow Duitsland                                                         | 65,61    |
| Zevenkamp            | Denise Lewis Verenigd Koninkrijk                                       | 6559     | Urszula Włodarczyk Polen                                                                 | 6460     | Natallia Sazanovich Wit-Rusland                                                   | 6410     |

### Medaillespiegel
| Plaats | Land                | Goud | Zilver | Brons | Totaal |
| 1      | Verenigd Koninkrijk | 9    | 4      | 3     | 16     |
| 2      | Duitsland           | 8    | 7      | 8     | 23     |
| 3      | Rusland             | 6    | 9      | 7     | 22     |
| 4      | Polen               | 3    | 4      | 1     | 8      |
| 5      | Roemenië            | 3    | 2      | 2     | 7      |
| 6      | Oekraïne            | 3    | 2      | 1     | 6      |
| 7      | Italië              | 2    | 4      | 3     | 9      |
| 8      | Portugal            | 2    | 3      | 1     | 6      |
| 9      | Spanje              | 2    | 1      | 4     | 7      |
| 10     | Frankrijk           | 2    | 1      | 1     | 4      |
| 11     | Ierland             | 2    | 0      | 1     | 3      |
| 12     | Hongarije           | 1    | 1      | 0     | 2      |
| 13     | Bulgarije           | 1    | 0      | 3     | 4      |
| 14     | Griekenland         | 1    | 0      | 2     | 3      |
| 15     | Estland             | 1    | 0      | 0     | 1      |
| 16     | Finland             | 0    | 2      | 1     | 3      |
| 16     | Tsjechië            | 0    | 2      | 1     | 3      |
| 18     | Zwitserland         | 0    | 1      | 1     | 2      |
| 19     | Slovenië            | 0    | 1      | 0     | 1      |
| 19     | Letland             | 0    | 1      | 0     | 1      |
| 19     | Zweden              | 0    | 1      | 0     | 1      |
| 22     | Wit-Rusland         | 0    | 0      | 2     | 2      |
| 23     | Oostenrijk          | 0    | 0      | 1     | 1      |
| 23     | Litouwen            | 0    | 0      | 1     | 1      |
| 23     | Noorwegen           | 0    | 0      | 1     | 1      |
| 23     | Nederland           | 0    | 0      | 1     | 1      |
| Totaal | Totaal              | 46   | 46     | 46    | 138    |

1934 ·
1938 ·
1946 ·
1950 ·
1954 ·
1958 ·
1962 ·
1966 ·
1969 ·
1971 ·
1974 ·
1978 ·
1982 ·
1986 ·
1990 ·
1994 ·
1998 ·
2002 ·
2006 ·
2010 ·
2012 ·
2014 ·
2016 ·
2018 ·
2022 ·
2024
Belgische medaillewinnaars · Nederlandse medaillewinnaars